# Dobrá Voda (Hartmanice)

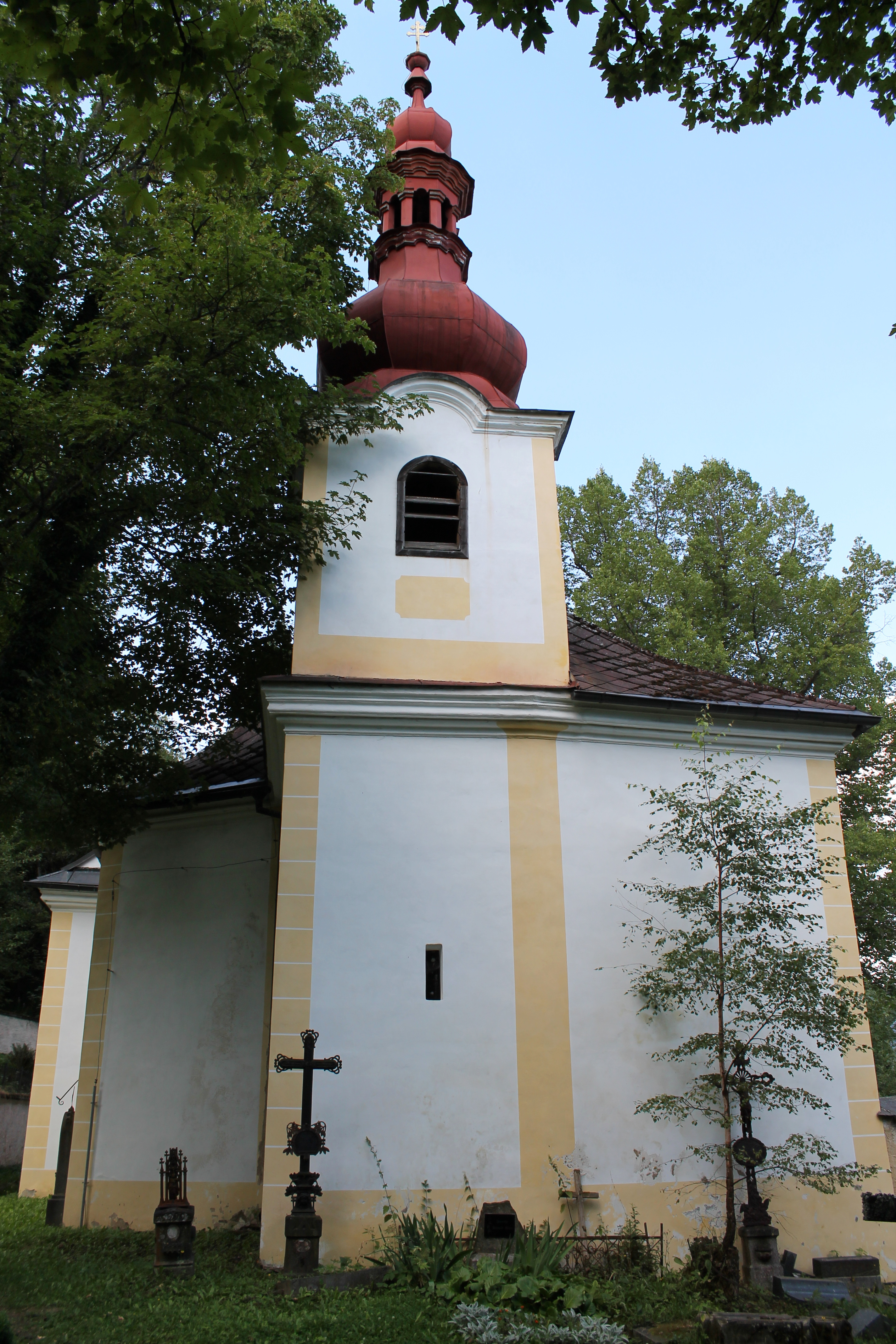
Wallfahrtskirche des hl. Gunther

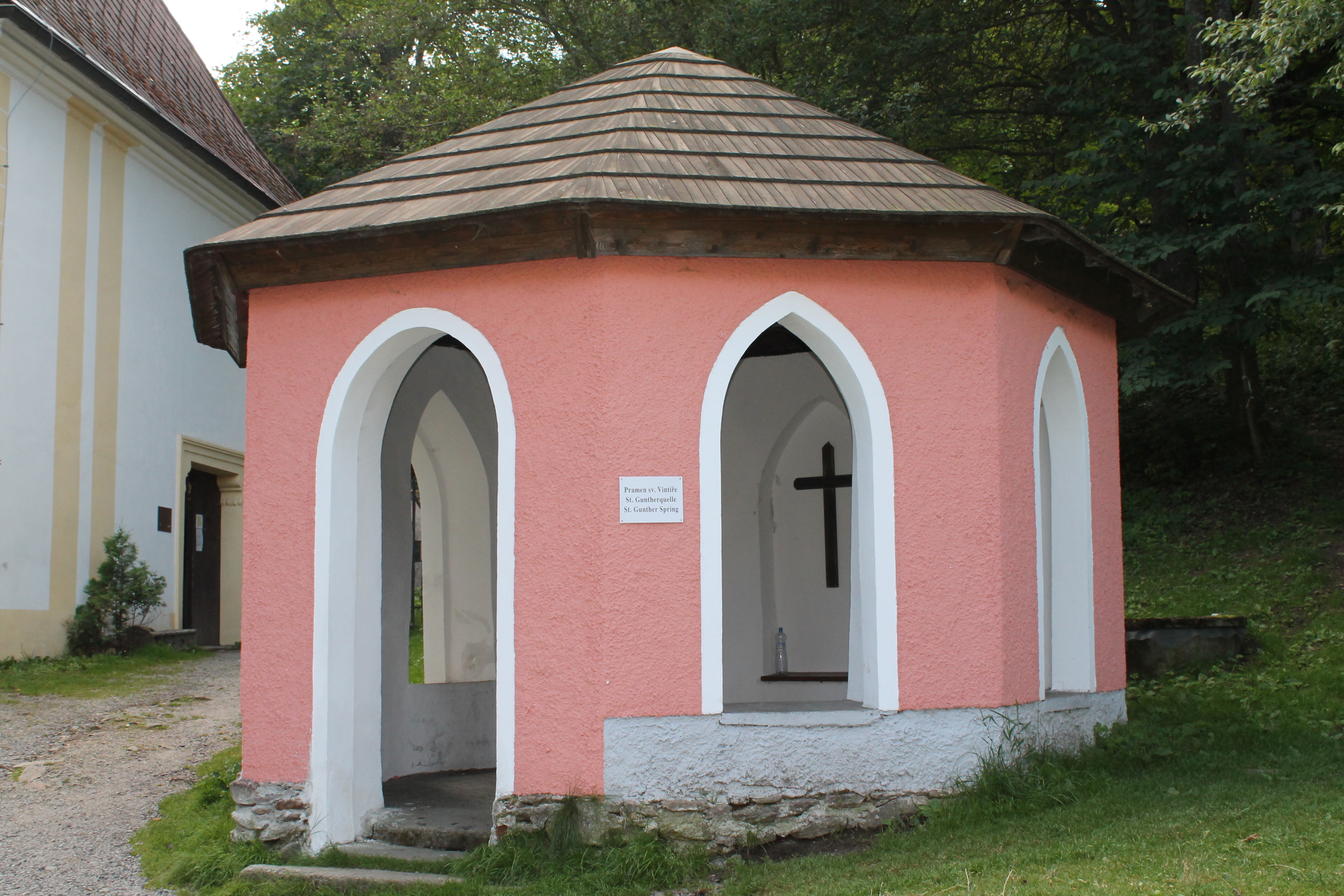
Brunnenhaus an der Guntherquelle

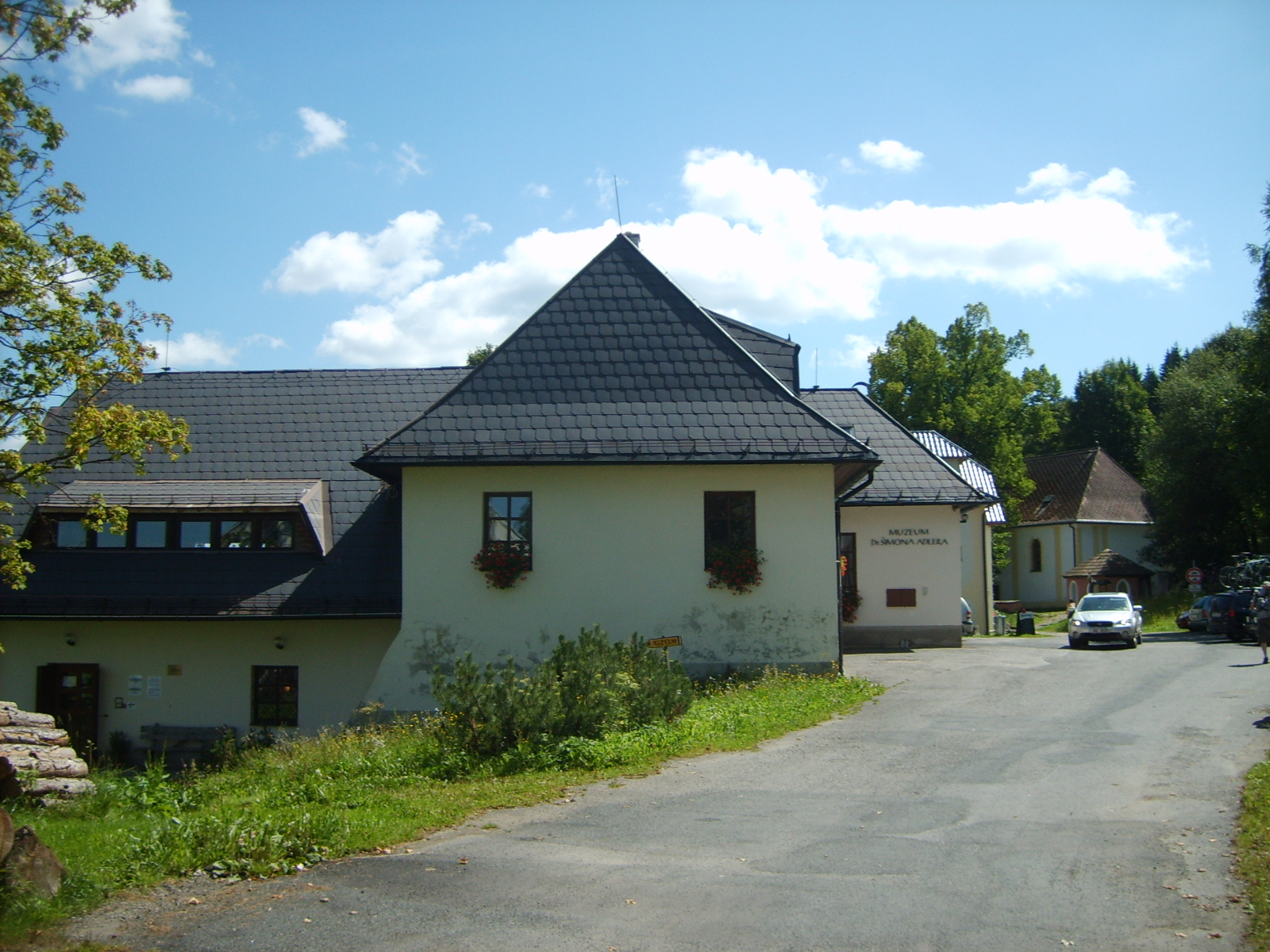
Dr.-Šimon Adler-Museum

Dobrá Voda (deutsch Gutwasser) ist ein Ortsteil der Stadt Hartmanice in Tschechien. Er liegt zwei Kilometer südwestlich von Hartmanice und gehört zum Okres Klatovy.

## Geographie
Dobrá Voda befindet sich am Rande des Nationalparks Šumava im Böhmerwald. Nördlich erhebt sich der Bezděkovský kopec (818 m), nordöstlich die Jakubice (853 m) und die Hamižná (Hamischberg, 853 m), im Süden die Křemelná (Kiesleiten, 1125 m) sowie südöstlich der Březník (St. Guntherberg, 1006 m). Durch Dobrá Voda verläuft die Staatsstraße II/190 zwischen Hartmanice und Železná Ruda.
Nachbarorte sind Peklo im Norden, Hartmanice und Kundratice im Nordosten, Jakubice, Cech und Štěpanice im Osten, Kříženec, Velký Babylon und die Wüstung Malý Babylon im Südosten, Pustina im Süden, Rovina im Westen sowie Busil, Žežulka, Zadní Chalupy, Karlov und Schöpfrův Dvůr im Nordwesten.

## Geschichte
In der ersten Hälfte des 11. Jahrhunderts ließ der böhmische Herzog Břetislav I. am Fuße des Březník an dem von Böhmen nach Baiern führenden Bresnitzer Steig eine Zollstation errichten. Im Jahre 1040 verließ der Benediktinermönch Gunther im hohen Alter das von ihm gegründete und geleitete Kloster Rinchnach, um sein Lebensende wieder als Einsiedler zu verbringen. Er errichtete an einem Felsen (Vintířova skála / Guntherfelsen) über dem später als Gunthersteig bezeichneten Handelsweg seine Klause, wo er am 9. Oktober 1045 verstarb. Herzog Břetislav I., der Gunther sterbend antraf, ließ den Leichnam in das Kloster Břevnov überführen und schenkte dem Kloster die Gegend um den St. Guntherberg. Die Klause wurde später noch von weiteren Einsiedlern bewohnt. Zwischen 1327 und 1331 entstand ein neues Zollhaus am Fuße des St. Guntherberges.
Seit dem 14. Jahrhundert wurden einer Quelle unterhalb des St. Guntherberges Heilkräfte für Mensch und Vieh durch Fürsprache Gunthers bei Gott zugeschrieben. Wegen der Verehrung Gunthers als Heiliger wurde bei der Quelle eine hölzerne Kapelle mit einer Bildsäule Gunthers errichtet. Bei der eisenhaltigen und schwach radioaktiven Quelle entstand eine kleine Siedlung, die als Březnice bzw. Gutwasser bezeichnet wurde.
Die erste schriftliche Erwähnung des Gutes Březnice mit einer Feste und einem Meierhof erfolgte 1602 als Besitz des Jan Čejka von Olbramovice auf Němčice. Dieser ließ am Guntherfelsen eine hölzerne Kapelle des hl. Gunther errichten. Nach Jan Čejkas Tod im Jahre 1618 ließen seine Erben zwischen 1618 und 1620 die hölzerne Kapelle in Březnice durch eine steinerne ersetzen. Die Grafen Čejka von Olbramovice verloren nach der Schlacht am Weißen Berg wegen ihrer Beteiligung am Ständeaufstand von 1618 den Besitz. Neue Grundherren wurden die Freiherren Villani de Pillonico, die das Gut Gutwasser an das benachbarte Gut Tieschau anschlossen. Wegen des guten Rufs der Heilquelle entstand 1675 das Heilbad St. Günthers-Bad.
Im Jahre 1706 ließ Franz Karl von Villani die Kapelle in Gutwasser vergrößern. 1734 wurde die Kapelle auf Veranlassung von Eleonora Fürstin von Mansfeld und Fondi mit Dotation durch Franz Karl von Villani zur Kirche erweitert und im Jahr darauf zur Pfarrkirche erhoben. Seit 1754 ist das Pfarrhaus mit Schule nachweislich. Im selben Jahre erhielt die Kirche ein neues geräumigeres Schiff. 1777 erfolgte der Anbau des barocken Kirchturmes. Im Jahre 1788 verkaufte Karl von Villani das Gut Gutwasser an Philipp Josef Graf  Kinsky, der es seinem Gut Stubenbach zuschlug. 1798 verkaufte Kinsky die Güter Stubenbach und Gutwasser für 400.000 Gulden an Joseph II. zu Schwarzenberg. Zwei Jahre später erwarb Joseph II. zu Schwarzenberg noch das Gut Langendorf und vereinigte alle drei Güter zur Allodialherrschaft Stubenbach und Langendorf. Über der Quelle neben der Kirche wurde 1820 ein Brunnenhaus mit oktogonalem Grundriss errichtet. 1833 erbte Johann Adolf II. zu Schwarzenberg die Allodialherrschaft Stubenbach und Langendorf.
Im Jahre 1838 bestand Gutwasser bzw. St. Günther aus zehn Häusern mit 67 deutschsprachigen Einwohnern. Unter dem Patronat der Obrigkeit stand die Pfarrkirche des hl. Guntherius. Außerdem gab es im Ort eine Schule, ein Gasthaus und ein Badehaus. Gutwasser war Pfarrort für die künischen Dörfer Pscheidlhof (Karlhof; Karlov), Stadln (Stodůlky), Groß-Babylon (Velký Babylon), Klein-Babylon (Malý Babylon), Zusch (Souš), Einöde (Pustina), Ebene (Rovina), Glaserwald (Skelná), Scherlhof (Šerlův Dvůr), Holzschlag (Paseka), Höhal (Horečky) und Haid (Malý Bor) sowie ein Haus von Hurka („Hurkerzettl“; Cettlova Hůrka). Bis zur Mitte des 19. Jahrhunderts blieb Gutwasser zur Allodialherrschaft Stubenbach und Langendorf untertänig. Das Amtsdorf der Herrschaft war Langendorf.
Nach der Aufhebung der Patrimonialherrschaften bildete Gutwasser / Dobrá Voda ab 1850 einen Ortsteil der Stadt Hartmanitz im Gerichtsbezirk Schüttenhofen. Wegen der stark rückläufigen Zahl der Wallfahrer wurde das St. Günthers-Bad 1860 geschlossen. Ab 1868 gehörte Gutwasser zum Bezirk Schüttenhofen, 1873 wurde das Dorf Teil des neugebildeten Gerichtsbezirkes Hartmanitz. In den 1870er Jahren erfolgte eine Teilung des Ortes; Gutwasser 1. Anteil / Dobrá Voda 1. díl verblieb bei Hartmanitz, Gutwasser 2. Anteil / Dobrá Voda 2. díl kam zu Kundratitz. Beim Zensus von 1910 wurden in Gutwasser 20 Häuser und 156 fast ausschließlich deutschsprachige Einwohner gezählt.
Nach dem Münchner Abkommen wurde Gutwasser dem Deutschen Reich zugeschlagen. Von 1939 bis 1945 gehörten beide Anteile zum bayerischen Landkreis Bergreichenstein. Nach dem Zweiten Weltkrieg wurde Dobrá Voda im Zuge der Vertreibung der Deutschen aus der Tschechoslowakei größtenteils abgesiedelt. Die Wiederbesiedlung mit Tschechen gelang nur in geringem Umfang. Zugleich endete die Tradition als Wallfahrtsort. Am 5. Februar 1952 wurde im Grenzgebiet zu Bayern der Truppenübungsplatz Dobrá Voda errichtet. Beide Anteile von Dobrá Voda wurden von den Gemeinden Hartmanice bzw. Kundratice abgetrennt und dem Militärgebiet zugeschlagen. Da Dobrá Voda neben Prášily das Verwaltungszentrum des Truppenübungsplatzes bildete, wurden beide Orte, im Gegensatz zu den anderen Dörfern auf dem Militärgebiet nicht gänzlich zerstört. Nach der Auflösung des Truppenübungsplatzes Dobrá Voda im Jahre 1991 wurden die Gemarkungen Hartmanice II, Kundratice II, Paště und Zálužice II als Ortsteil Dobrá Voda der Stadt Hartmanice zugeordnet. Danach wurde Dobrá Voda wieder besiedelt. 1995 erfolgte die Benediktion der Wallfahrtskirche des hl. Gunther. Zwei Jahre später wurde im Geburtshaus von Šimon Adler das Dr.-Šimon Adler-Museum eröffnet.
Im Jahre 1991 hatte Dobrá Voda keine ständigen Einwohner. 2001 bestand der Ort aus sieben Wohnhäusern, in denen 15 Menschen lebten. Insgesamt besteht Dobrá Voda aus 19 Häusern.

## Ortsgliederung
Der Ortsteil Dobrá Voda besteht aus den Grundsiedlungseinheiten Dobrá Voda (Gutwasser), Hartmanice II (Hartmanitz II), Kundratice II (Kundratitz II), Paště (Waid) und Zalužice II (Audechen II).
Der Ortsteil gliedert sich in die Katastralbezirke Hartmanice II, Kundratice II, Paště und Zalužice II.

## Sehenswürdigkeiten

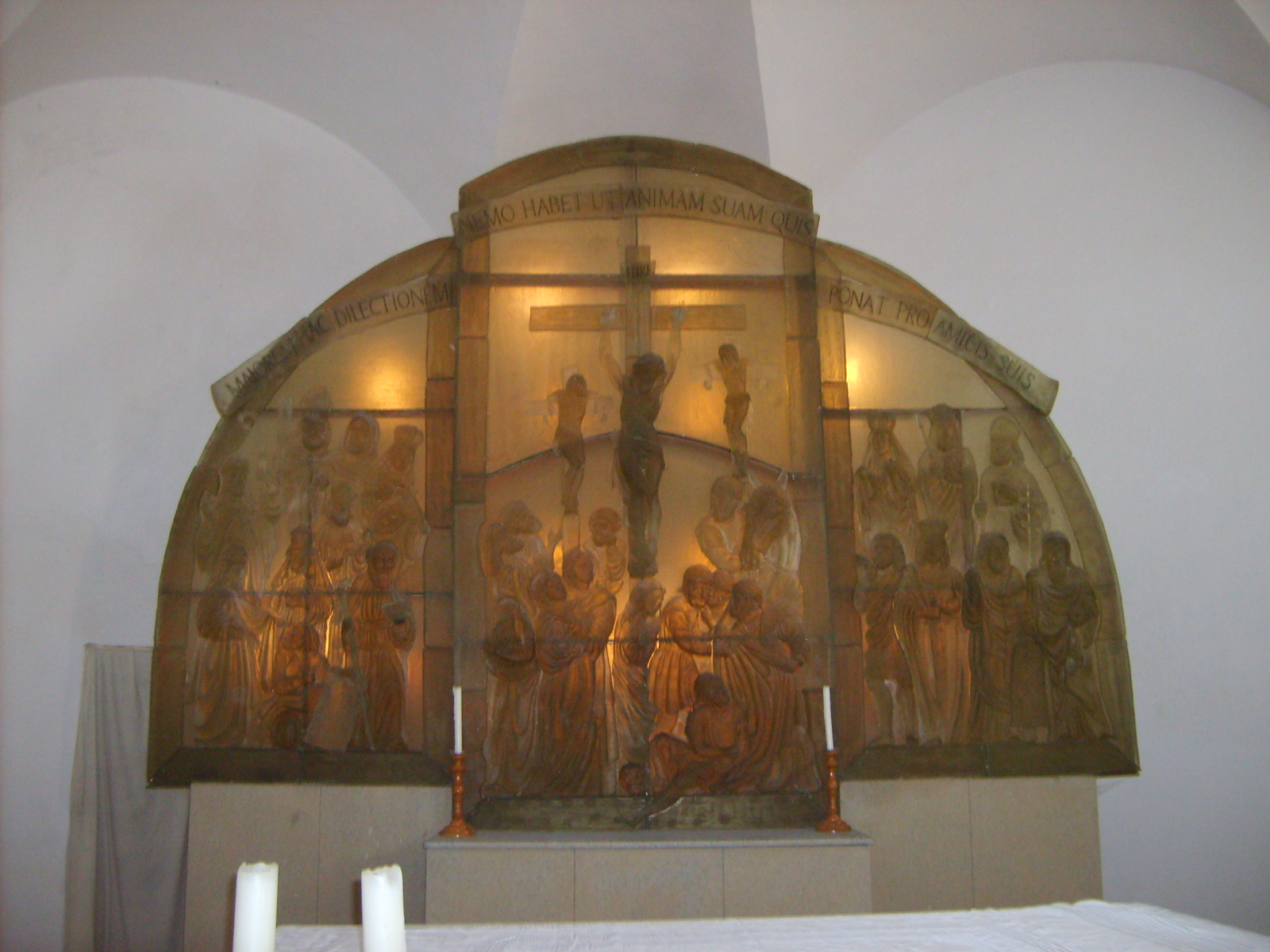
Gläserner Altar in der Kirche des hl. Gunther

- Kirche des hl. Gunther, sie wurde zwischen 1734 und 1735 anstelle einer älteren Kapelle errichtet und war lange Zeit die einzige Kirche mit dem Patrozinium des hl. Gunther. 1754 wurde sie erweitert und 1777 der Turm angebaut. Zu Zeiten des Truppenübungsplatzes Dobrá Voda diente die Kirche als Lager für Artilleriegranaten. Zwischen 1992 und 1995 wurde die Kirche instand gesetzt und 1995 wieder geweiht. Der Glasaltar ist ein Werk von Vladimíra Tesařová.
- Pfarrhaus
- Kapelle an der Heilquelle, errichtet 1820
- Museum Dr. Šimon Adler, es wurde 1997 im Geburtshaus von Šimon Adler eingerichtet. Die Ausstellung widmet sich jüdischem Leben und Kultur der Gegend von Hartmanice sowie dem Leben und Schicksal des jüdischen Historikers und Rabbiners Šimon Adler und seiner Söhne Sinae und Matytiahu.
- Halden des ehemaligen Goldbergbaus am Westhang der Hamižná, Kulturdenkmal
- Březník mit Kapelle des hl. Gunther an der Vintířova skála (Guntherfelsen)
- Schloss Karlov (Karlhof), erbaut 1842

## Söhne und Töchter des Ortes
- Šimon Adler (1884–1944), Rabbiner, Pädagoge, Historiker und Archivar